# Еккенрот
Еккенрот (нім. Eckenroth) — громада в Німеччині, розташована в землі Рейнланд-Пфальц. Входить до складу району Бад-Кройцнах. Складова частина об'єднання громад Штромберг.
Площа — 1,08 км2. Населення становить 227 ос. (станом на 31 грудня 2020).

## Галерея

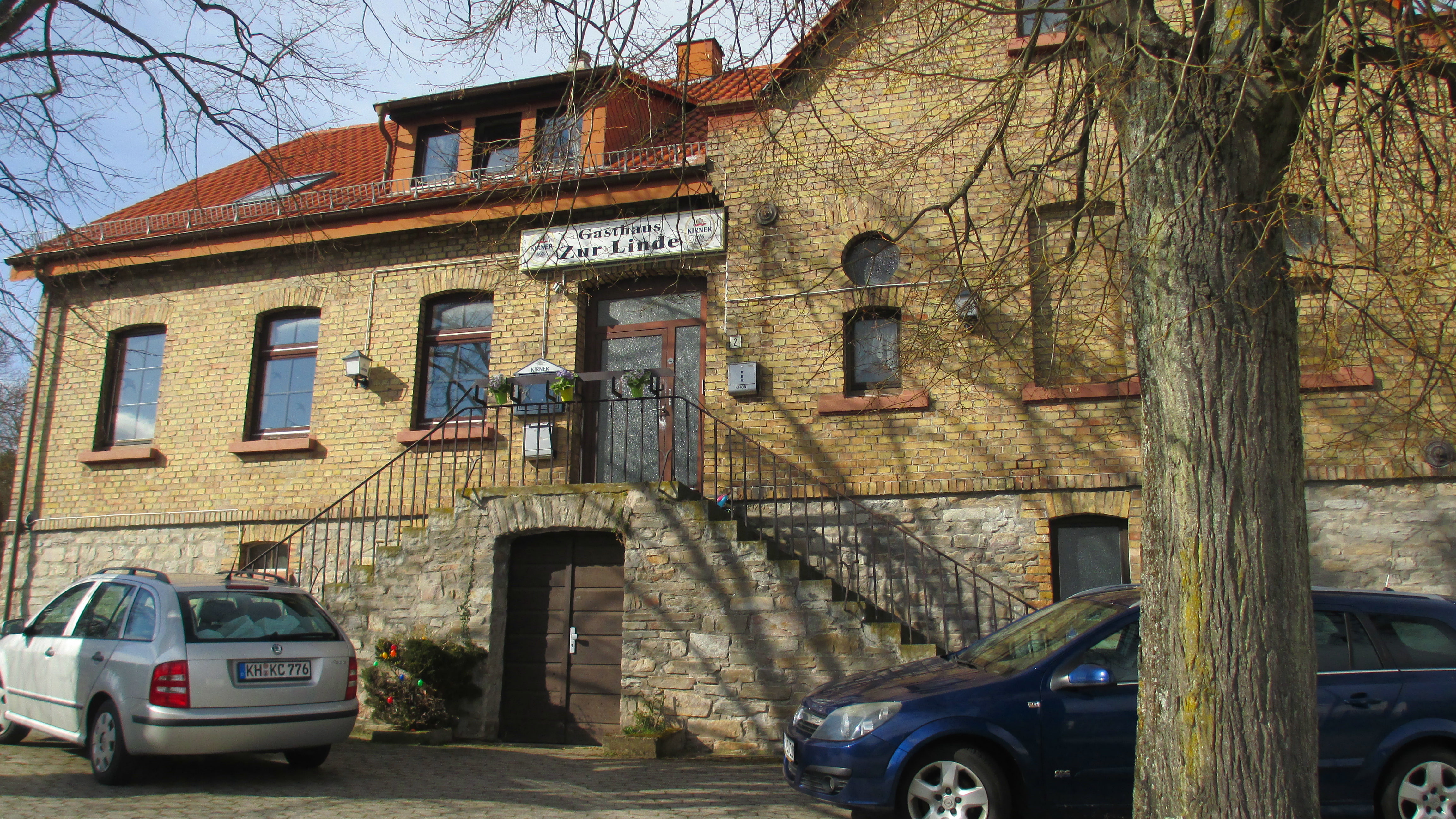